# کلاته میمری
کلاته میمری، روستایی است از توابع بخش مرکزی و در شهرستان جوین استان خراسان رضوی ایران.

## جمعیت
این روستا در دهستان بالاجوین قرار داشته و بر اساس سرشماری سال ۱۳۸۵ جمعیت آن ۱٬۴۳۸ نفر (۳۶۸ خانوار)
بوده است.